# Sigmodon toltecus
Sigmodon toltecus är en gnagare i släktet bomullsråttor som förekommer i norra Centralamerika.
Med en kroppslängd (huvud och bål) av 13,8 till 22,7 cm, en svanslängd av 11,2 till 16,5 cm och en vikt av 70 till 133 g är arten en medelstor gnagare. Den har 2,9 till 4,1 cm långa bakfötter och 1,6 till 2,4 cm stora öron. På ovansidan förekommer gråa hår samt hår som är ljusbruna med flera svarta band vad som ger ett spräckligt utseende. Undersidan är täckt av vitaktig päls med inslag av orangebrun. Håren på den mörka svansen är glest fördelade och nära bålen är fjällen stora. Sigmodon toltecus har en diploid kromosomuppsättning med 52 kromosomer (2n=52).
Utbredningsområdet är en bred remsa vid Mexikos östra kust minst från södra delen av delstaten Tamaulipas till nordöstra Guatemala, inklusive Yucatánhalvön. Kanske lever arten även i andra delar av Tamaulipas och i Belize. Habitatet utgörs av fuktiga gräsmarker, ofta nära vattenansamlingar. Gnagaren besöker även sockerrörsodlingar. I bergstrakter når Sigmodon toltecus 1000 meter över havet.
Denna gnagare äter främst gröna växtdelar och svampar. De kompletteras med några frön, insekter och små fågelägg. Vid en studie i delstaten Veracruz var honor cirka 27 dagar dräktig och per kull föddes 2 till 7 ungar. Individerna är främst aktiva på dagen eller under skymningen.
För beståndet är inga hot kända och i utbredningsområdet inrättades flera skyddszoner. IUCN listar Sigmodon toltecus som livskraftig (LC).